# Confluência Brasil-Malvinas

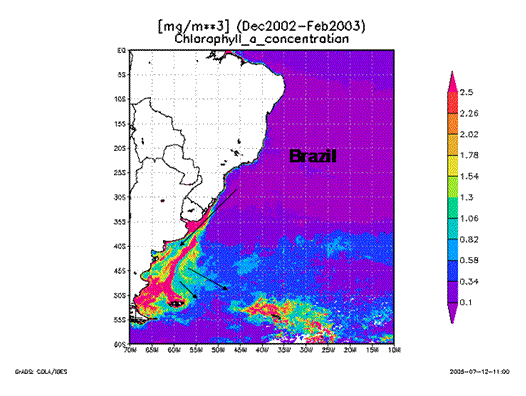
Em destaque, a zona de confluência Brasil-Malvinas e sua localização referente ao Brasil.

A zona de confluência Brasil-Malvinas é uma região energética de água localizada na costa da Argentina ao Uruguai, onde se localiza a corrente do Brasil. Oscila regularmente a circulação termoalina movida pelas diferenças de densidade das águas dos oceanos devido a variações de temperatura ou salinidade em alguma região oceânica superficial.